# Alfonso Carlo di Braganza
Alfonso Carlo di Braganza (nome completo: Afonso Henriques Maria Luís Pedro de Alcântara Carlos Humberto Amadeu Fernando António Miguel Gabriel Gonzaga Xavier Francisco de Assis João Augusto Júlio Valfando Inácio de Saxe-Coburgo-Gotha e Bragança) (Ajuda, 31 luglio 1865 – Napoli, 21 febbraio 1920) è stato un principe portoghese e duca di Porto, figlio di Luigi I di Portogallo e di sua moglie Maria Pia di Savoia.

## Biografia
Nato durante il regno paterno, fu creato duca di Porto ed in seguito Connestabile del Portogallo e Viceré delle Indie Portoghesi.
Noto come viveur, fu uno tra i primi appassionati portoghesi di corse di automobili e per primo ne organizzò una nel regno, ma era famoso anche per le enormi somme di denaro che perdeva nei casinò. Dopo la proclamazione della Repubblica portoghese nel 1910, andò in esilio, dapprima in Inghilterra con suo nipote, il deposto re Manuele II di Portogallo, e in seguito in Italia, presso i cugini sabaudi, dove già si era rifugiata sua madre.
Nel 1917 a Roma Alfonso sposò con matrimonio morganatico l'americana Nevada Stoody Hayes e provò a ottenere, del tutto invano, l'approvazione del re suo nipote o degli altri parenti: la sua pensione fu tagliata e il duca visse gli ultimi anni della sua vita in ristrettezze. Dopo la sua morte, Nevada chiese al governo repubblicano portoghese di essere riconosciuta come erede del patrimonio della casa reale, venendo per questo arrestata per un breve periodo.

## Ascendenza
|                                 |                         |                                      | Genitori                                  |  |  | Nonni |  |  | Bisnonni                              |  |  | Trisnonni                                       |  |
|                                 |                         |                                      |                                           |  |  |       |  |  | Ferdinando di Sassonia-Coburgo-Kohary |  |  | Francesco Federico di Sassonia-Coburgo-Saalfeld |  |
|                                 |                         |                                      |                                           |  |  |       |  |  | Ferdinando di Sassonia-Coburgo-Kohary |  |  | Francesco Federico di Sassonia-Coburgo-Saalfeld |  |
|                                 |                         | Augusta di Reuss-Ebersdorf           |                                           |  |  |       |  |  | Ferdinando di Sassonia-Coburgo-Kohary |  |  |                                                 |  |
| Ferdinando II del Portogallo    |                         |                                      |                                           |  |  |       |  |  | Ferdinando di Sassonia-Coburgo-Kohary |  |  |                                                 |  |
|                                 |                         | Maria Antonia di Koháry              | Francesco Giuseppe di Kohary              |  |  |       |  |  |                                       |  |  |                                                 |  |
|                                 |                         | Maria Antonia di Koháry              | Francesco Giuseppe di Kohary              |  |  |       |  |  |                                       |  |  |                                                 |  |
|                                 |                         | Maria Antonia di Koháry              | Maria Antonia von Waldstein zu Wartenberg |  |  |       |  |  |                                       |  |  |                                                 |  |
| Luigi del Portogallo            |                         | Maria Antonia di Koháry              |                                           |  |  |       |  |  |                                       |  |  |                                                 |  |
|                                 |                         | Pietro I del Brasile                 | Giovanni VI del Portogallo                |  |  |       |  |  |                                       |  |  |                                                 |  |
|                                 |                         | Pietro I del Brasile                 | Giovanni VI del Portogallo                |  |  |       |  |  |                                       |  |  |                                                 |  |
|                                 |                         | Pietro I del Brasile                 | Carlotta Gioacchina di Borbone-Spagna     |  |  |       |  |  |                                       |  |  |                                                 |  |
| Maria II del Portogallo         |                         | Pietro I del Brasile                 |                                           |  |  |       |  |  |                                       |  |  |                                                 |  |
|                                 |                         | Maria Leopoldina d'Asburgo-Lorena    | Francesco II d'Asburgo-Lorena             |  |  |       |  |  |                                       |  |  |                                                 |  |
|                                 |                         | Maria Leopoldina d'Asburgo-Lorena    | Francesco II d'Asburgo-Lorena             |  |  |       |  |  |                                       |  |  |                                                 |  |
|                                 |                         | Maria Leopoldina d'Asburgo-Lorena    | Maria Teresa di Borbone-Napoli            |  |  |       |  |  |                                       |  |  |                                                 |  |
| Alfonso Carlo di Braganza       |                         | Maria Leopoldina d'Asburgo-Lorena    |                                           |  |  |       |  |  |                                       |  |  |                                                 |  |
|                                 | Carlo Alberto di Savoia | Carlo Emanuele di Savoia-Carignano   |                                           |  |  |       |  |  |                                       |  |  |                                                 |  |
|                                 | Carlo Alberto di Savoia | Carlo Emanuele di Savoia-Carignano   |                                           |  |  |       |  |  |                                       |  |  |                                                 |  |
|                                 | Carlo Alberto di Savoia | Maria Cristina di Sassonia           |                                           |  |  |       |  |  |                                       |  |  |                                                 |  |
| Vittorio Emanuele II d'Italia   | Carlo Alberto di Savoia |                                      |                                           |  |  |       |  |  |                                       |  |  |                                                 |  |
|                                 |                         | Maria Teresa d'Asburgo-Lorena        | Ferdinando III di Toscana                 |  |  |       |  |  |                                       |  |  |                                                 |  |
|                                 |                         | Maria Teresa d'Asburgo-Lorena        | Ferdinando III di Toscana                 |  |  |       |  |  |                                       |  |  |                                                 |  |
|                                 |                         | Maria Teresa d'Asburgo-Lorena        | Luisa Maria Amalia di Borbone-Napoli      |  |  |       |  |  |                                       |  |  |                                                 |  |
| Maria Pia di Savoia             |                         | Maria Teresa d'Asburgo-Lorena        |                                           |  |  |       |  |  |                                       |  |  |                                                 |  |
|                                 |                         | Ranieri Giuseppe d'Asburgo-Lorena    | Leopoldo II d'Asburgo-Lorena              |  |  |       |  |  |                                       |  |  |                                                 |  |
|                                 |                         | Ranieri Giuseppe d'Asburgo-Lorena    | Leopoldo II d'Asburgo-Lorena              |  |  |       |  |  |                                       |  |  |                                                 |  |
|                                 |                         | Ranieri Giuseppe d'Asburgo-Lorena    | Maria Luisa di Borbone-Spagna             |  |  |       |  |  |                                       |  |  |                                                 |  |
| Maria Adelaide d'Asburgo-Lorena |                         | Ranieri Giuseppe d'Asburgo-Lorena    |                                           |  |  |       |  |  |                                       |  |  |                                                 |  |
|                                 |                         | Maria Elisabetta di Savoia-Carignano | Carlo Emanuele di Savoia-Carignano        |  |  |       |  |  |                                       |  |  |                                                 |  |
|                                 |                         | Maria Elisabetta di Savoia-Carignano | Carlo Emanuele di Savoia-Carignano        |  |  |       |  |  |                                       |  |  |                                                 |  |
|                                 |                         | Maria Elisabetta di Savoia-Carignano | Maria Cristina di Sassonia                |  |  |       |  |  |                                       |  |  |                                                 |  |
|                                 |                         | Maria Elisabetta di Savoia-Carignano |                                           |  |  |       |  |  |                                       |  |  |                                                 |  |